# Urbach Henrik
Urbach Henrik (Morafka, Szilézia, 1872. szeptember 29. – ?, 1960.) rabbi, Zimony főrabbija.

## Élete
1894 és 1904 között a budapesti Rabbiképző Intézetben tanult. 1903-ban avatták bölcsészdoktorrá Budapesten, 1905-ben pedig rabbivá. Előbb Dolna Tuzlán volt rabbi, 1909-től 1928-ig zimonyi főrabbi. Műve Commentarius R. Mosis Maimuni in Mischnam ad tractatum Schabbath Cap. XIII- XVIII. címmel jelent meg (Budapest, 1893).
Cikkei a Jugoszláviai Rabbiegyesület Évkönyvében kerültek kiadásra.